# Bibliothèque de Pohjois-Haaga
La bibliothèque de Pohjois-Haaga (finnois : Pohjois-Haagan kirjasto) est une bibliothèque de la section Lassila du quartier de Pohjois-Haaga à Helsinki en Finlande,.

## Présentation
La bibliothèque Pohjois-Haaga a été fondée en 1981 et son bati ment à ère construit la même année.
La bibliothèque est l'un des établissements de la bibliothèque municipale d'Helsinki.

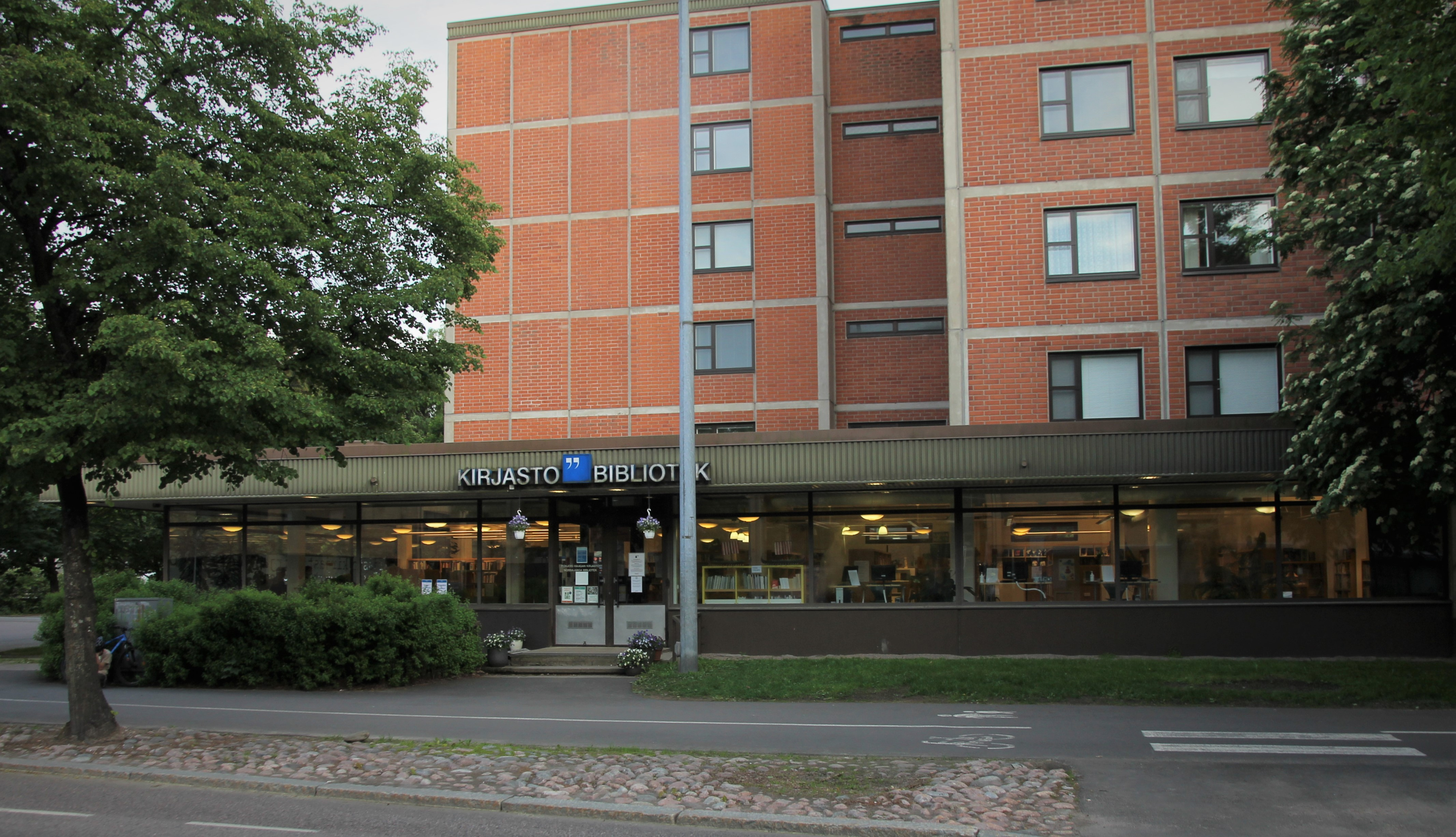
Bibliothèque Pohjois-Haaga.

## Groupement Helmet de bibliothèques
La bibliothèque de Pohjois-Haaga fait partie du groupement Helmet, qui est un groupement de bibliothèques municipales d'Espoo, d'Helsinki, de Kauniainen et de Vantaa ayant une liste de collections commune et des règles d'utilisation communes.